# 王宣一
王宣一（1955年7月15日—2015年2月15日），籍貫浙江海鹽縣，臺北市出生，私立東吳大學中國文學系畢業。

## 生平
王宣一曾任《時報週刊》編輯，後轉為一位臺灣的小說、散文、兒童文學與美食作家，生平出版著作有十數種，其中散文集著作有《家庭旅遊》、《國宴與家宴》，小說集包括《旅行》、《少年之城》，美食著作則有《行走中的美味》等。
王宣一夫婿是PChome Online網路家庭出版集團和城邦文化創辦人詹宏志。2015年2月15日，王宣一與詹宏志一同前往義大利佩鲁贾旅遊，在當地火車站旁的麥當勞用餐時突然心臟病發作而過世。
王宣一與詹宏志育有一獨子詹朴（1986年10月28日－），為服裝設計師，作品曾於2013年2月15日於倫敦時裝周發表。詹朴原定2015年2月16日再度於倫敦時裝週推出的2015秋冬新裝，聽聞母親過世極為震驚與哀傷。

## 外部連結
- 個人部落格：apumama的實驗廚房  （页面存档备份，存于），apumama即「阿朴媽媽」之意。